# Jack Crawford (Eishockeyspieler)
John Shea „Jack“ Crawford (* 26. Oktober 1916 in Dublin, Ontario; † 19. Januar 1973 in Barnstable, Massachusetts, USA) war ein kanadischer Eishockeyspieler und -trainer, der im Verlauf seiner aktiven Karriere zwischen 1933 und 1952 unter anderem 614 Spiele für die Boston Bruins in der National Hockey League auf der Position des Verteidigers bestritten hat. Während seiner 13 Spielzeiten in der NHL gewann Crawford in den Jahren 1939 und 1941 zweimal den Stanley Cup mit den Boston Bruins, deren sechster Mannschaftskapitän der Franchise-Geschichte er zwischen 1947 und 1950 war. Darüber hinaus wurde er je einmal ins NHL First und Second All-Star Team berufen.

## Karriere
Crawford verbrachte seine Juniorenzeit zwischen 1933 und 1936 in der Ontario Hockey Association, wo er zunächst bei den St. Michael’s Buzzers spielte und mit diesen nach dem Gewinn des Sutherland Cups am Memorial Cup 1934 teilnahm. Zur Saison 1934/35 wechselte der Verteidiger zum Mutterklub Toronto St. Michael’s Majors, anschließend war er in derselben Liga für die West Toronto Nationals aktiv, mit denen er 1936 den Memorial Cup gewann.
Nach dem Triumph im Memorial Cup wechselte Crawford jedoch nicht in den Profibereich, sondern erhielt an der Lake Shore Mine, einer Goldmine in Kirkland Lake in der Provinz Ontario, eine Arbeitsstelle. Dort war er bis 1937 tätig, ehe er ein Vertragsangebot der Boston Bruins aus der National Hockey League erhielt. Über deren Farmteam, die Providence Reds aus der International-American Hockey League, mit denen er in der Saison 1937/38 den Calder Cup gewann, schaffte er zur Spielzeit 1938/39 den dauerhaften Sprung in den NHL-Kader der Bruins. Gleich in seiner Rookiesaison konnte der Kanadier den nächsten Erfolg mit dem Gewinn des Stanley Cups am Ende der Playoffs 1939 feiern. Zwei Jahre später folgte der erneute Triumph. Crawford entwickelte sind in den folgenden Jahren bis zum Sommer 1950 zu einem der besten Abwehrspieler der Liga – 1943 wurde er ins NHL Second All-Star Team berufen, 1946 ins NHL First All-Star Team. Darüber hinaus wurde er vor dem Beginn der Saison 1947/48 zum sechsten Mannschaftskapitän der Franchise-Geschichte ernannt, womit er den zurückgetretenen Dit Clapper auf diesem Posten beerbte. Crawford hatte das Amt drei Spielzeiten lang inne, ehe er zur Spielzeit 1950/51 an den Kooperationspartner Hershey Bears in der American Hockey League abgegeben wurde.
Bei den Bears füllte der Defensivspieler über zwei Spielzeiten die Position des Spielertrainers aus, setzte sich dabei aber nur selten selbst ein. Über die zwei Spieljahre ließ er seine aktive Karriere in 66 Einsätzen in der AHL ausklingen. Nach der Saison 1951/52 trat er im Alter von 35 Jahren vollends vom aktiven Profisport zurück. Ebenso legte er den Posten bei den Bears nieder. Nach einer dreijährigen Pause heuerte er zur Spielzeit 1955/56 als Cheftrainer bei den Providence Reds aus der AHL, wo er bereits ein Spieljahr als Aktiver verbracht hatte, an. Gleich in seinem ersten Jahr führte er die Mannschaft zum Gewinn des Calder Cups. Insgesamt betreute er das Team fünf Jahre lang bis zum Sommer 1960. Nach einer abermaligen Pause von einem Jahr kam er zur Saison 1960/61 bei den Rochester Americans als Cheftrainer unter. Für die Amerks war Crawford jedoch nur ein Jahr lang hauptverantwortlich tätig. Seine letzte Trainerstation waren zwischen 1964 und 1966 die Baltimore Clippers, ebenfalls in der American Hockey League. Nach seiner vorzeitigen Entlassung im Laufe der Saison 1965/66 verabschiedete sich der fast 50-Jährige von der Position hinter der Bande. Ab 1972 wurde er General Manager der neu gegründeten Cape Cod Cubs aus der Eastern Hockey League.
Crawford verstarb in Ausübung dieses Postens im Januar 1973 im Alter von 56 Jahren im Krankenhaus von Barnstable im Bundesstaat Massachusetts, nachdem er zwei Tage zuvor während eines Heimspiels seiner Mannschaft auf der Tribüne kollabiert war.

## Erfolge und Auszeichnungen
| - 1934 Sutherland-Cup-Gewinn mit den St. Michael’s Buzzers - 1936 Memorial-Cup-Gewinn mit den West Toronto Nationals - 1938 Calder-Cup-Gewinn mit den Providence Reds - 1939 Stanley-Cup-Gewinn mit den Boston Bruins | - 1941 Stanley-Cup-Gewinn mit den Boston Bruins - 1943 NHL Second All-Star Team - 1946 NHL First All-Star Team - 1956 Calder-Cup-Gewinn mit den Providence Reds (als Cheftrainer) |

## Karrierestatistik
(Legende zur Spielerstatistik: Sp oder GP = absolvierte Spiele; T oder G = erzielte Tore; V oder A = erzielte Assists; Pkt oder Pts = erzielte Scorerpunkte; SM oder PIM = erhaltene Strafminuten; +/− = Plus/Minus-Bilanz; PP = erzielte Überzahltore; SH = erzielte Unterzahltore; GW = erzielte Siegtore; 1 Play-downs/Relegation; Kursiv: Statistik nicht vollständig)